# Tifton
Tifton è una città degli Stati Uniti d'America, situata nello Stato della Georgia nella contea di Tift, della quale è il capoluogo.
Il nome della città si deve a Nelson Tift, al giudice e membro del congresso, zio del fondatore.

## Storia
Fondata sul finire del XIX secolo dall'ingegnere e imprenditore Henry Harding Tift, la città deve i suoi natali alla costruzione di una segheria che fu il fulcro del nuovo insediamento.
La fertilità del terreno fu un ulteriore elemento di richiamo per nuovi coloni, attratti dalla possibilità di ottenere ingenti raccolti e dalla facilità di commercio dei beni ricavati per via della notevole quantità di vie di comunicazione con le contee vicine.
La crescita della popolazione e la nascita di nuove attività portò a un'espansione anche culturale del nucleo originario, che vide sorgere teatri chiese e giornali.
Tifton divenne Città nel 1890 e, successivamente, divenne la sede dell'omonima contea.

## Monumenti e luoghi d'interesse
I principali monumenti e luoghi di interesse sono:
- Il teatro in stile Art déco;[4]
- il distretto storico residenziale, censito anche nel registro nazionale dei luoghi storici:[5]
- il distretto storico commerciale, censito anche nel registro nazionale dei luoghi storici[6].

## Cultura

### Biblioteche
In città è presente la biblioteca pubblica della contea di Tift.

### Scuole
In città sono presenti 15 istituti fra istruzione elementare e media, e il Abraham Baldwin Agricultural College.

### Università
In città è presente una sede distaccata dell'Università della Georgia.

### Musei
Il principale museo cittadino è il Tifton’s Museum of Arts & Heritage, che propone una collezione di oggetti storici e artistici, e il Georgia Museum of Agriculture and Historic Village.